# Svitramia pulchra
Svitramia pulchra är en tvåhjärtbladig växtart som beskrevs av Adelbert von Chamisso. Svitramia pulchra ingår i släktet Svitramia och familjen Melastomataceae. Inga underarter finns listade i Catalogue of Life.